# Ianthopsis laevis
Ianthopsis laevis är en kräftdjursart som beskrevs av Menzies1962. Ianthopsis laevis ingår i släktet Ianthopsis och familjen Acanthaspidiidae. Inga underarter finns listade i Catalogue of Life.